# Eliakim Hastings Moore
Eliakim Hastings Moore (Marietta (Ohio), 26 de janeiro de 1862 — Chicago, 30 de dezembro de 1932) foi um matemático estadunidense.

## Vida
Moore, filho de um pastor metodista e neto do congressista dos Estados Unidos Eliakim H. Moore, descobriu a matemática durante um trabalho de verão no Observatório de Cincinnati quando no ensino médio. Estudou matemática na Universidade Yale, onde foi membro do Skull and Bones:47–8 e obteve um B.A. em 1883 e o Ph.D. em 1885, orientado por Hubert Anson Newton, sobre alguns trabalhos de William Kingdon Clifford e Arthur Cayley. Newton encorajou Moore a estudar na Alemanha, e assim ele passou um ano acadêmico na Universidade de Berlim, assistindo aulas de Leopold Kronecker e Karl Weierstrass.
Retornando aos Estados Unidos, Moore lecionou na Universidade Yale e na Universidade Northwestern. Quando a Universidade de Chicago abriu suas portas em 1892, Moore foi o primeiro chefe do Departamento de Matemática, posição que manteve até morrer em 1931. Seus primeiros dois colegas foram Oskar Bolza e Heinrich Maschke. O departamento resultante foi o segundo departamento de matemática orientado para a pesquisa nos Estados Unidos, após a Universidade Johns Hopkins.

## Realizações
Moore trabalhou inicialmente com álgebra abstrata, provando em 1893 a classificação da estrutura de corpos finitos. Por volta de 1900 começou a trabalhar nas fundações da geometria. Ele reformulou os axiomas de Hilbert para a geometria tal que pontos eram a única noção primitiva, transformando assim as primitivas de Hilbert linhas e planos em noções definidas. Em 1902 ele mostrou que um dos axiomas de Hilbert para a geometria era redundante. Independentemente, o matemático de 20 anos de idade Robert Lee Moore (que não era seu parente) também provou isto, mas de forma mais elegante. Quando E.H. Moore soube da façanha, conseguiu uma bolsa de estudos que permitiu R.L. Moore estudar para o doutorado em Chicago. O trabalho de E.H. Moore com sistemas axiomáticos é considerado um dos pontos de partida para a metamatemática e teoria dos modelos. Após 1906 ele retornou para os fundamentos da análise. O conceito de operador fechamento apareceu a primeira vez em 1910 na publicação Introduction to a form of general analysis. Ele também escreveu sobre geometria algébrica, teoria dos números e equações integrais.
Em Chicago, Moore orientou 31 teses de doutorado, incluindo as de George David Birkhoff, Leonard Eugene Dickson, Robert Lee Moore (que não era seu parente) e Oswald Veblen. Birkhoff e Veblen foram consolidar e dirigir os departamentos de primeira linha em Harvard e Princeton, respectivamente. Dickson tornou-se o primeiro grande algebrista e teórico dos números estadunidenses. Robert Moore fundou a topologia nos Estados Unidos. De acordo com o Mathematics Genealogy Project, em 1 de fevereiro de 2012 E.H. Moore tinha mais de 16000 "descendentes".
Moore convenceu a New York Mathematical Society a mudar seu nome para American Mathematical Society (AMS), ficando o ramo de Chicago com ele. Foi presidente da AMS em 1901–1902, e editou o Transactions of the American Mathematical Society, 1899–1907. Foi eleito para a Academia Nacional de Ciências dos Estados Unidos, Academia de Artes e Ciências dos Estados Unidos e a American Philosophical Society.
A American Mathematical Society estabeleceu um prêmio em sua honra em 2002, o E. H. Moore Research Article Prize.